# 720 Bohlinia
Bohlinia (asteroide 720) é um asteroide da cintura principal com um diâmetro de 33,73 quilómetros, a 2,8480052 UA. Possui uma excentricidade de 0,0134885 e um período orbital de 1 791,63 dias (4,91 anos).
Bohlinia tem uma velocidade orbital média de 17,5296573 km/s e uma inclinação de 2,3584º.
Este asteroide foi descoberto em 18 de Outubro de 1911 por Franz Kaiser.